# 胡春莲
胡春莲（1968年4月—），湖南平江人，汉族，中国共产党党员。中华人民共和国政治人物、第十三届全国人民代表大会湖南地区代表。

## 生平
2018年2月24日，当选为第十三届全国人大代表。